# Fade to Black (videogioco)
Fade to Black è un videogioco sviluppato dalla Delphine Software nel 1995 su PC e PlayStation (1996), seguito di Flashback: The Quest for Identity, sparatutto in due dimensioni con meccaniche simili ai videogiochi a piattaforme.
È stato uno dei primi giochi pubblicati anche su PlayStation, sicuramente uno dei primi rivali di Resident Evil e Tomb Raider. Diversi problemi grafici e di gameplay non gli hanno fatto raggiungere un buon numero di vendite, problemi che hanno contribuito al fallimento del suo produttore.

## Trama
Nei panni di Conrad Hart, appena imprigionato in una cella dai temibili Morph, una razza aliena simile a rettili umanoidi in grado di uccidere al tocco, dovremo fermare la minaccia extraterrestre prima che distrugga ciò che rimane del genere umano. Dovremo dapprima scappare dalla nostra prigione, dopodiché lasciare il dominio dei Morph, aiutati dall'Oracolo e da altri personaggi, scontrandoci con Morph, ragni robot e golem.

## Modalità di gioco
Lo stile è quello di uno sparatutto in terza persona, con la telecamera che segue il personaggio da dietro la schiena. Le uniche parti platform sono costituite da salti che il protagonista deve eseguire per non toccare mattonelle elettrificate.
Una critica posta da molti fan e videogiocatori è che il gioco in sé è mal calibrato, trappole e nemici avrebbero richiesto un personaggio principale più veloce e versatile e meccaniche più intuitive. Ad esempio ci sono trabocchetti che richiedono di fare una certa cosa per poter andare avanti, ma se si sbaglia una sequenza l'intera avventura si blocca e si rischia in questo modo di non poter proseguire, senza sapere il perché.

## Livelli
1. The Prison
2. Morph Base
3. Mars Mining Facility
4. Venus Space Station
5. The Pyramid
6. Landing Pad
7. Underground
8. Morph Mothership
9. Earth Base: Command Room
10. Earth Base: Dormitory
11. Reactor Room
12. The Master Brain
13. The Escape

## Doppiaggio
- Robert Feero - Morphs, Supermorph, Ageer, Oracolo
- Kristina Holland - Computer, Sarah Smith
- Roger Jackson - John O' Conner
- Jarion Monroe - Professor Bergstein, Conrad Hart
- Bill O'Neil - Hank, Ribelli, Cuoco